# تي إن تي كاتروبا
تي إن تي كاتروبا (بالتاغالوغية: TNT KaTropa)‏ هو فريق كرة سلة فلبيني للمحترفين تأسس في سنة 1990 باسم «بيبسي هوتشوتس». ينافس في الرابطة الفلبينية لكرة السلة.

## أبرز اللاعبين
من أبرز اللاعبين الذين مثلوه:
- أسي تولافا
- تشوت رييس
- مارك كاردونا
- روني كولمان
- جيرالد هونيكات
- ريتشارد هاول

## أبرز المدربين
من أبرز المدربين:
- ينغ جياو
- تشوت رييس
- نورمان بلاك